# Georg Hoffmann
Georg Hoffmann (1880 – 1947) è stato un nuotatore e tuffatore tedesco.
Partecipò alle gare di nuoto e a quelle di tuffi della III Olimpiade di St. Louis del 1904 e vinse due medaglie d'argento, una nella gara, dominata da nuotatori tedeschi, delle 100 iarde dorso, e una nei tuffi dalla piattaforma, con 11,66 punti. Inoltre arrivò quarto nella gara delle 440 iarde rana.
Due anni dopo, durante i Giochi olimpici intermedi di Atene, vinse una medaglia d'argento sempre nei tuffi dalla piattaforma 10m, ottenendo 150,2 punti. Partecipò inoltre alla gara dei 100 iarde stile libero, venendo eliminato a primo turno.

## Palmarès
In carriera ha conseguito i seguenti risultati:
- Giochi Olimpici:

Saint Louis 1904: argento nella piattaforma e nelle 100 iarde dorso.
Atene 1906: argento nella piattaforma da 10m.